# Hymenophyllum ramosissimum
Hymenophyllum ramosissimum là một loài dương xỉ trong họ Hymenophyllaceae. Loài này được Buch.-Ham. ex D. Don mô tả khoa học đầu tiên năm 1825.
Danh pháp khoa học của loài này chưa được làm sáng tỏ. 